# Vịnh Business
Vịnh Business (tiếng Ả Rập: الخليج التجاري: Al-Khaleej Al-Tijari, "Vịnh Thương mại","Business Bay") là một khu kinh doanh trung tâm đang được xây dựng ở Dubai, Các Tiểu vương quốc Ả Rập thống nhất. Dự án có nhiều tòa nhà chọc trời nằm trong một nhánh sông Dubai đã được nạo vét và mở rộng. Vịnh Business sẽ có tới 240 tòa nhà, bao gồm các dự án thương mại và dân cư. Cơ sở hạ tầng của vịnh Business đã được hoàn thành vào năm 2008 và toàn bộ quá trình phát triển dự kiến sẽ hoàn thành trong giai đoạn từ năm 2012-2015. Vịnh Business là một phần của quá trình phát triển của Hoàng thân Sheikh Mohammed Bin Rashed Al Maktoum, Phó Tổng thống Các Tiểu vương quốc Ả Rập thống nhất, Thủ tướng, Bộ trưởng Quốc phòng và tiểu vương Dubai. Vịnh Business sẽ là một 'thành phố' mới trong thành phố Dubai và đang được xây dựng như một cụm thương mại, dân cư và kinh doanh dọc theo phần mở rộng mới của nhánh sông Dubai kéo dài từ Ras Al Khor đến đường Sheikh Zayed. Có diện tích 5.900.000 mét vuông, sau khi hoàn thành nó sẽ bao gồm các tòa tháp văn phòng và dân cư đặt trong khu vườn kiểng với một mạng giao thông và kênh rạch.

## Quá trình phát triển

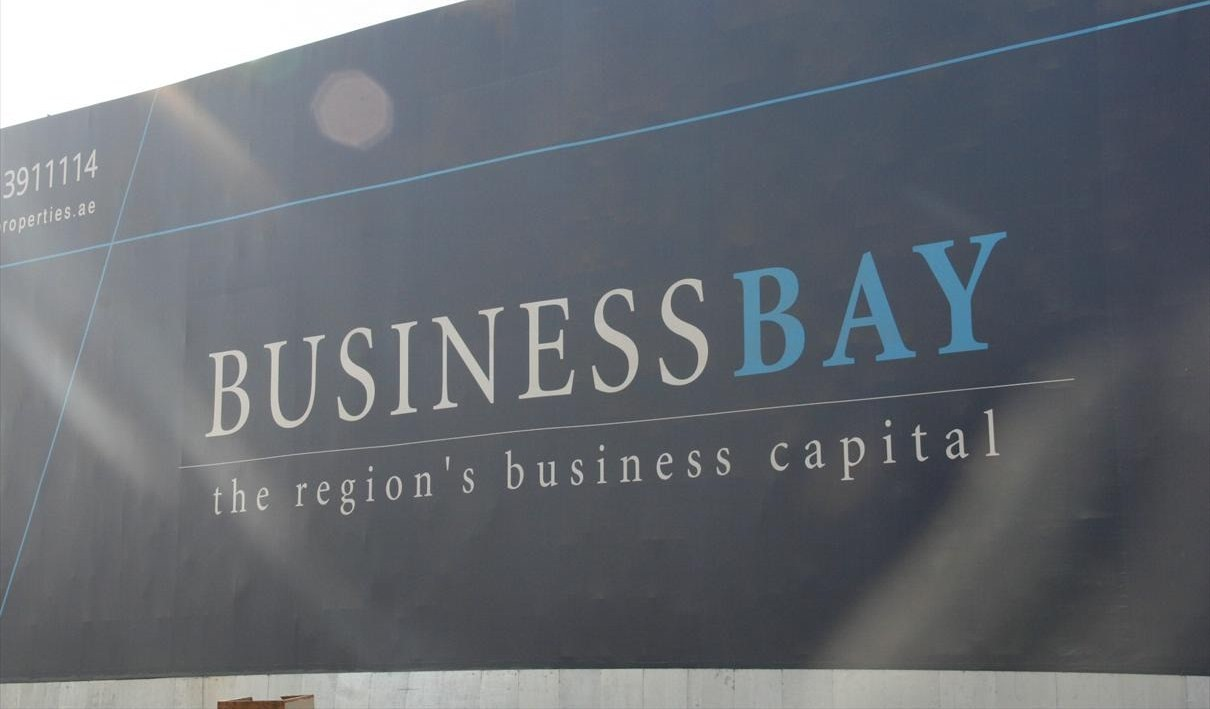
Vịnh Business, Dubai

Toàn bộ sự khu vực được phát triển có diện tích 4.360.000 mét vuông và tổng diện tích cho thuê là 7.290.000 mét vuông. Dân số dự kiến của toàn bộ quá trình phát triển là hơn 191.000 người và số dân lao động ước tính cùng những người khác là 110.000 người, khiến tổng dân số hơn 300.000 người. Khu vực thương mại sẽ rộng 246.494,4 mét vuông, chiếm 18,5% toàn khu vực; khu vực sử dụng nhiều chức năng sẽ có diện tích khoảng 792.000 mét vuông (59,4%) và khu dân cư sẽ rộng 285.000 mét vuông (22,1%). Vịnh Business sẽ có chi phí 110 tỷ AED (30 tỷ USD).
Các tòa nhà chính trong khu vực là:
- Burj Al Alam: Tòa nhà văn phòng gồm 108 tầng và cao 510 m. Được thiết kế bởi Nikken Sekkei ở Nhật Bản. Quá trình xây dựng bắt đầu vào năm 2006.
- JW Marriott Marquis Dubai: tháp đôi gồm 77 tầng, cao 395 m, cả hai đều là khách sạn. Đây là tòa khách sạn cao nhất thế giới, thân tháp thiết kế như những chiếc gai hoa hồng.
- The Sky Scraper: Một tòa nhà văn phòng với 65 tầng và chiều cao là 330 m. Xây dựng đã được phê duyệt.
- Cụm tháp Signature: tòa thứ nhất có 79 tầng, cao 340,8 m, tòa thứ hai gồm 65 tầng và cao 291,6 m tòa thứ 3 với 52 tầng, cao 238,8 m. Tòa thứ 2 và thứ 3 là 2 tòa nhà rất phức tạp trong việc xây dựng. Nhà thiết kế là Zaha Hadid, được công bố tại Bảo tàng Solomon R. Guggenheim ở New York vào năm 2006.

## Bay Square
Bay Square là một tổ hợp khu nhà ở nằm trong Business Bay. Toàn bộ quá trình phát triển sẽ là khu vực chỉ dành cho người đi bộ và sẽ bao gồm lối đi dọc các kênh đào. Nó sẽ rộng hơn 220.000 mét vuông và sẽ nằm cách đường Sheikh Zayed trong 1 km. Khi hoàn thành nó sẽ bao gồm kênh rạch, vỉa hè, nhà hàng, quán cà phê và cửa hàng bán lẻ. Nó sẽ có 150.000 mét vuông diện tích văn phòng; Bay Square sẽ thúc đẩy tạo lập nhiều doanh nghiệp vừa và nhỏ. Khi Bay Square hoàn thành sẽ có khoảng 575 văn phòng với diện tích trung bình 190 mét vuông. Bay Square hoàn thành vào năm 2010. Nó sẽ bao gồm các tòa nhà sau:
- Tòa nhà thương mại Bay Square
- Khách sạn Bay Square
- Tòa nhà văn phòng Bay Square (tổng cộng 10 tòa nhà văn phòng)
- Tòa nhà chung cư Bay Square

## Tổ hợp tháp Executive
Tổ hợp tháp Executive tại vịnh Business bao gồm 12 tòa tháp, bao gồm các tòa nhà dân cư, thương mại và văn phòng. Đây là những tòa nhà đầu tiên được hoàn thành tại Vịnh thương mại và nằm gần lối vào của nó.

## Bay Avenue
Bay Avenue là một trung tâm bán lẻ trong nhà và ngoài trời. Nó sẽ có các quán cà phê, nhà hàng, cửa hàng, phòng trưng bày, quảng trường, khu vui chơi dành cho trẻ em và các khu thể thao. Tuy nhiên, gần hai năm sau khi hoàn thành, vài cửa hàng đầu tiên cũng chỉ sắp hoàn thành.

## Mở rộng nhánh sông Dubai
Việc mở rộng nhánh sông Dubai là một phần của sự phát triển Vịnh Business. Kế hoạch này bao gồm việc mở rộng lạch Dubai dài 14 km hiện tại lên 26,2 km. Nhánh sông Dubai sẽ được kéo dài từ nơi ban đầu sang vịnh Business đến vịnh Ba Tư qua công viên Safa và Jumeirah. Dự án sẽ được thực hiện theo ba giai đoạn. Việc hoàn thành đã được lên kế hoạch cho năm 2007, nhưng sau đó nó được dời lại, dự kiến vào cuối năm 2010. Khoảng 10 km trong tổng số 12,2 km của công trình mở rộng nhánh sông Dubai đã được hoàn thành tại vịnh Business.

## Giao thông

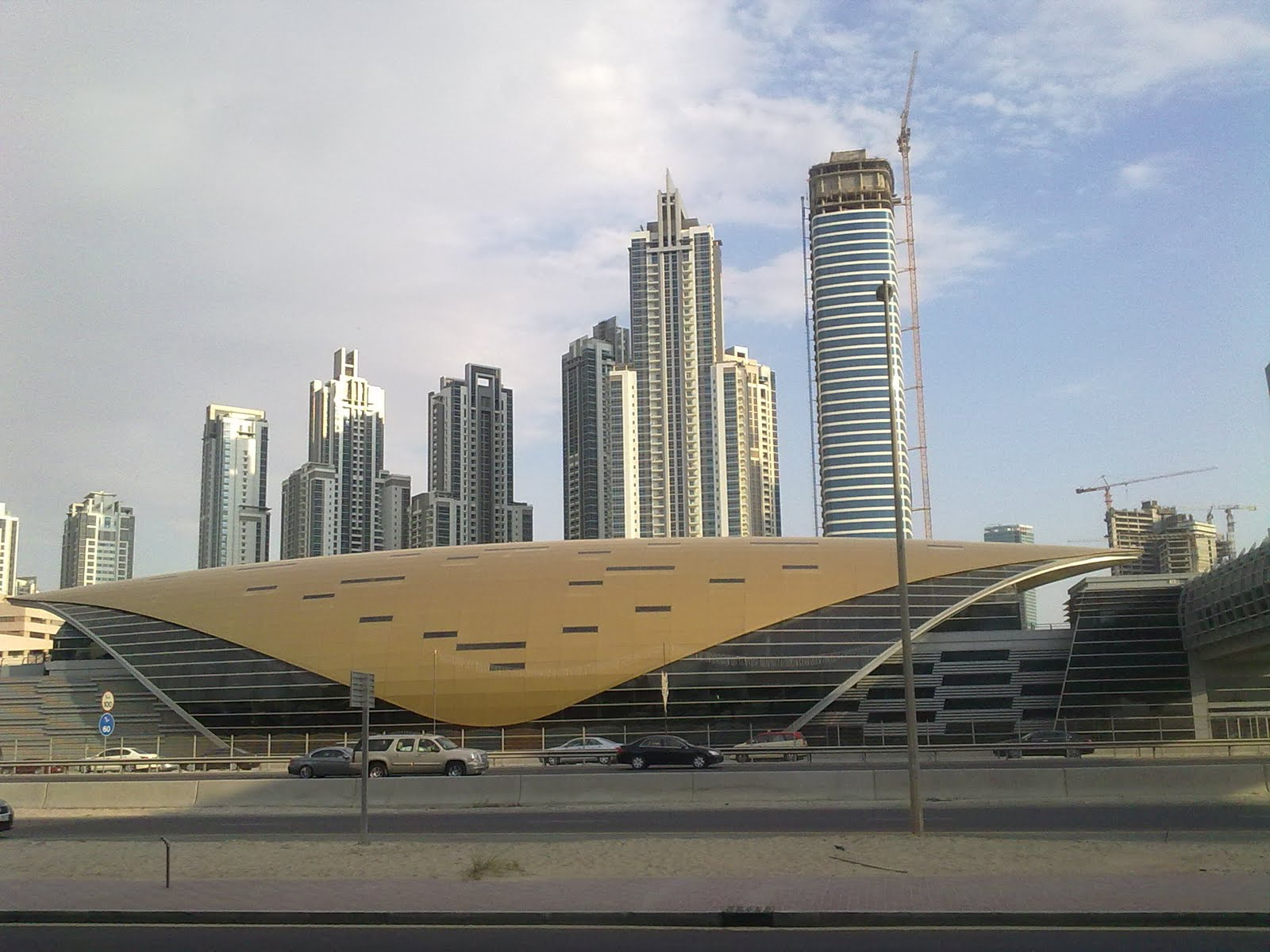
Ga tàu điện ngầm Dubai của vịnh Business

Vịnh Business được kết nối với Red Line của Dubai Metro với trạm tàu điện ngầm vịnh Business, mở cửa vào ngày 25 tháng 4 năm 2010, cùng với hầu hết các trạm còn lại của Red Metro của Red Line.

## Các tòa nhà được quy hoạch

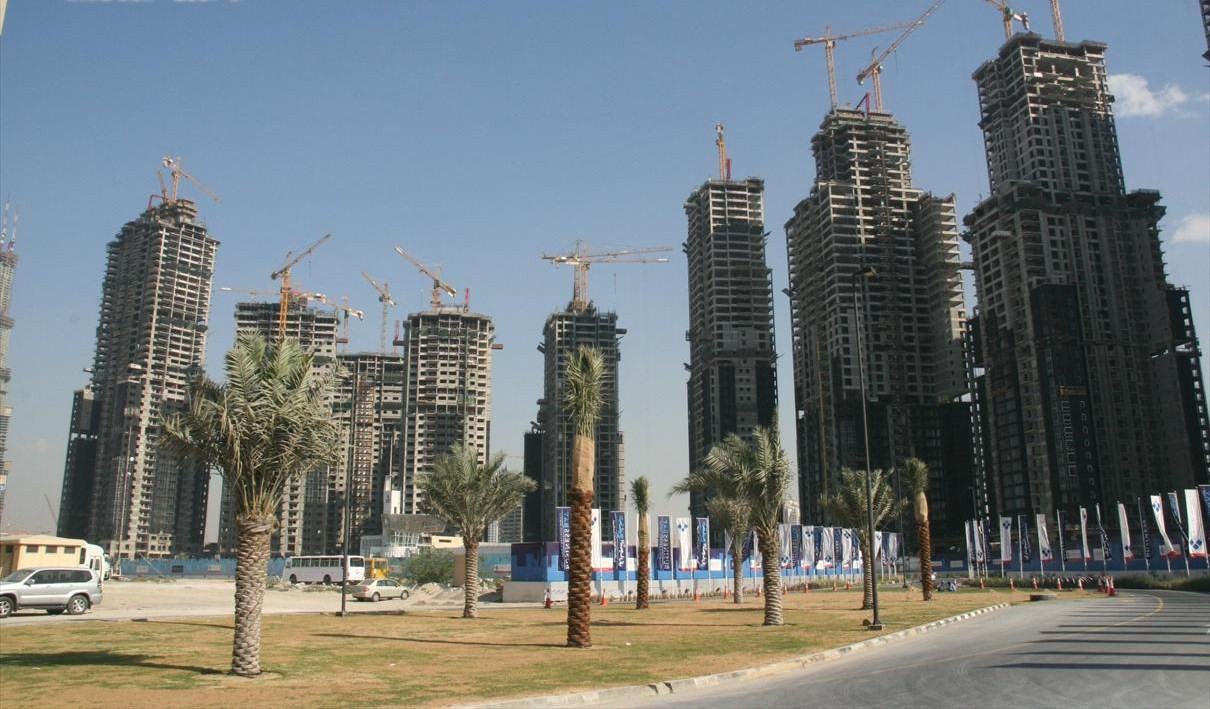
Tháp Executive đang được xây dựng

Sẽ có hơn 230 tòa tháp ở vịnh Business. Danh sách này có 32 dự án, bao gồm 44 tòa tháp riêng lẻ.

### Danh sách các tòa nhà đã hoàn thành
| Thứ tự | Tên                               | Chiều cao | Số tầng | Năm hoàn thành | Ghi chú                                            |
| ------ | --------------------------------- | --------- | ------- | -------------- | -------------------------------------------------- |
| 1      | JW Marriott Marquis Dubai Tower 1 | 355       | 77      | 2012           | Khách sạn cao nhất thế giới.                       |
| 2      | JW Marriott Marquis Dubai Tower 2 | 355       | 77      | 2012           | [ 6 ] [ 8 ]                                        |
| 3      | Tháp Ubora 1                      | 263       | 58      | 2011           | [ 9 ] [ 10 ]                                       |
| 4      | Tháp Vision                       | 260       | 60      | 2008           | [ 11 ] [ 12 ]                                      |
| 5      | Churchill Residency               | 235       | 61      | 2010           | [ 13 ] [ 14 ]                                      |
| 6      | The Bay Gate                      | 221       | 53      | 2012           | Đang xây dựng - tòa nhà được xây dựng vào năm 2008 |
| 7      | Trident Grand Residence           | 220       | 45      | 2009           | [ 17 ]                                             |
| 8      | Tháp Executive M                  | 208       | 52      | 2009           | [ 18 ]                                             |
| 9      | The Citadel                       | 201       | 48      | 2008           | [ 19 ] [ 20 ]                                      |
| 10     | Tháp Horizon                      | 190       | 45      | 2006           | [ 21 ] [ 22 ]                                      |
| 11     | Tháp Platinum                     | 190       | 44      | 2012           | [ 23 ] [ 24 ]                                      |
| 12     | Tháp Executive B                  | 188       | 47      | 2008           | [ 25 ] [ 26 ]                                      |
| 13     | Tháp Lake Terrace                 | 187       | 40      | 2008           | [ 27 ] [ 28 ]                                      |
| 14     | Tháp Sidra                        | 187       | 45      | 2009           | [ 29 ] [ 30 ]                                      |
| 15     | City Premiere Hotel Apartments    | 186       | 45      | 2011           | [ 31 ]                                             |
| 16     | Bay Central 2                     | 180       | 50      | 2012           | Đang xây dựng - tòa nhà được xây dựng vào năm 2012 |
| 17     | Mazaya Business Avenue 1          | 180       | 50      | 2011           | [ 33 ]                                             |
| 18     | Mazaya Business Avenue 2          | 180       | 50      | 2011           | [ 34 ]                                             |
| 19     | Bay Central 1                     | 180       | 40      | 2012           | Đang xây dựng - tòa nhà được xây dựng vào năm 2011 |
| 20     | Mazaya Business Avenue 3          | 180       | 50      | 2011           | [ 35 ]                                             |
| 21     | Al Manara                         | 163       | 35      | 2011           | [ 19 ] [ 20 ]                                      |

#### Các tòa nhà thấp tầng khác
- Iris Bay
- The Prism
- One Business Bay
- Tháp Falcon
- The Forum
- Tháp The Regal
- The Court
- Tháp Park Lane
- Sky Tower 1
- The Oberoi Business Bay
- Bayswater
- O-14
- Tháp Crystal
- Tháp Ontario
- The Exchange
- The Conclave
- The Binary
- Tháp Business
- Tháp West Bay
- Tháp XL
- Opus Building
- The Peninsula
- Tháp B2B

## Hình ảnh

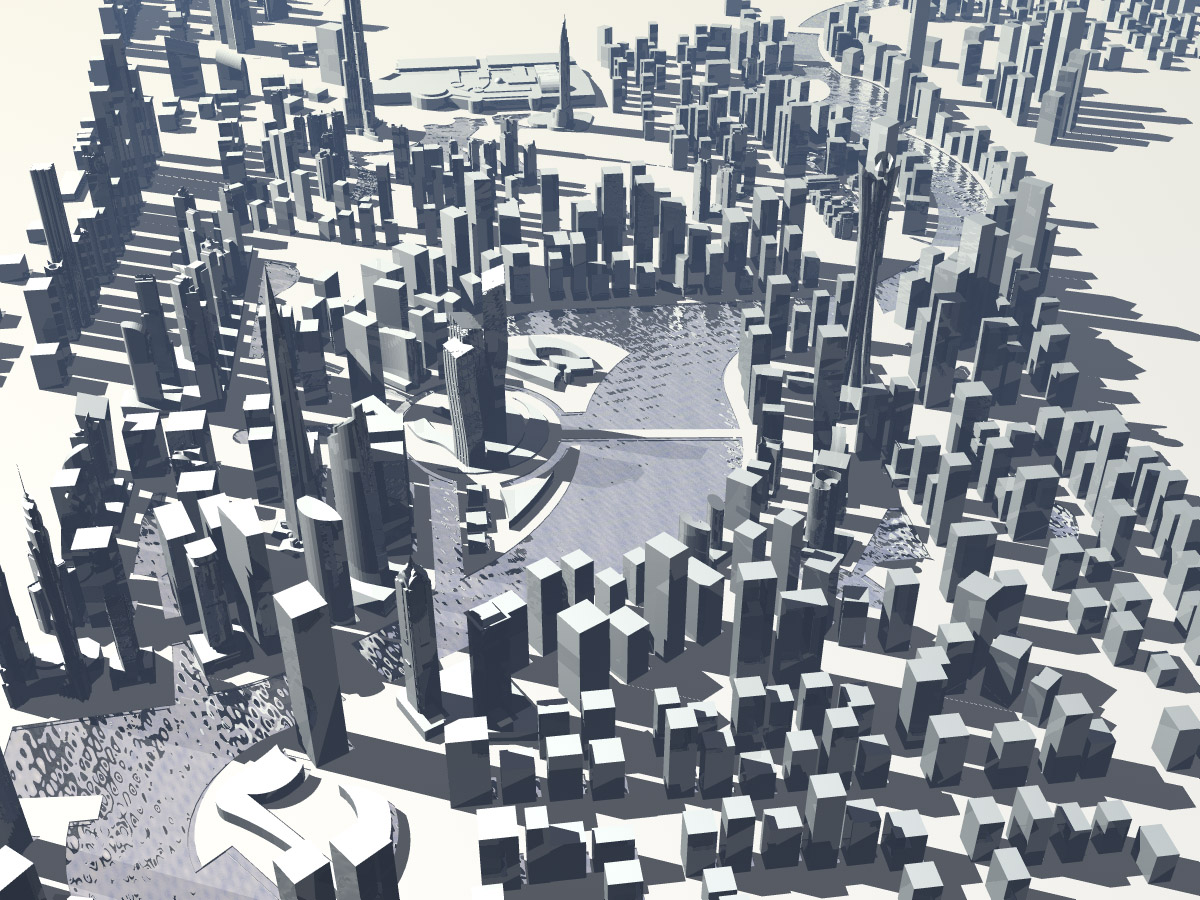
Mô hình về vịnh Business
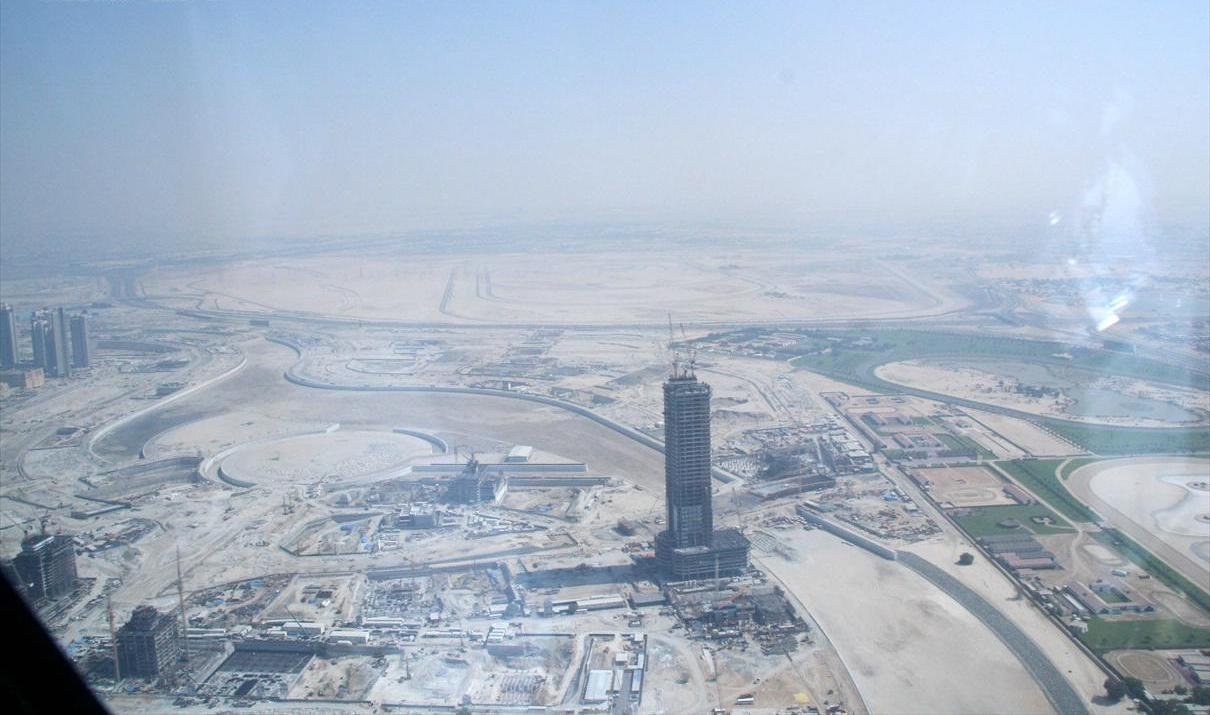
Khu vực vịnh Business trước khi xây dựng
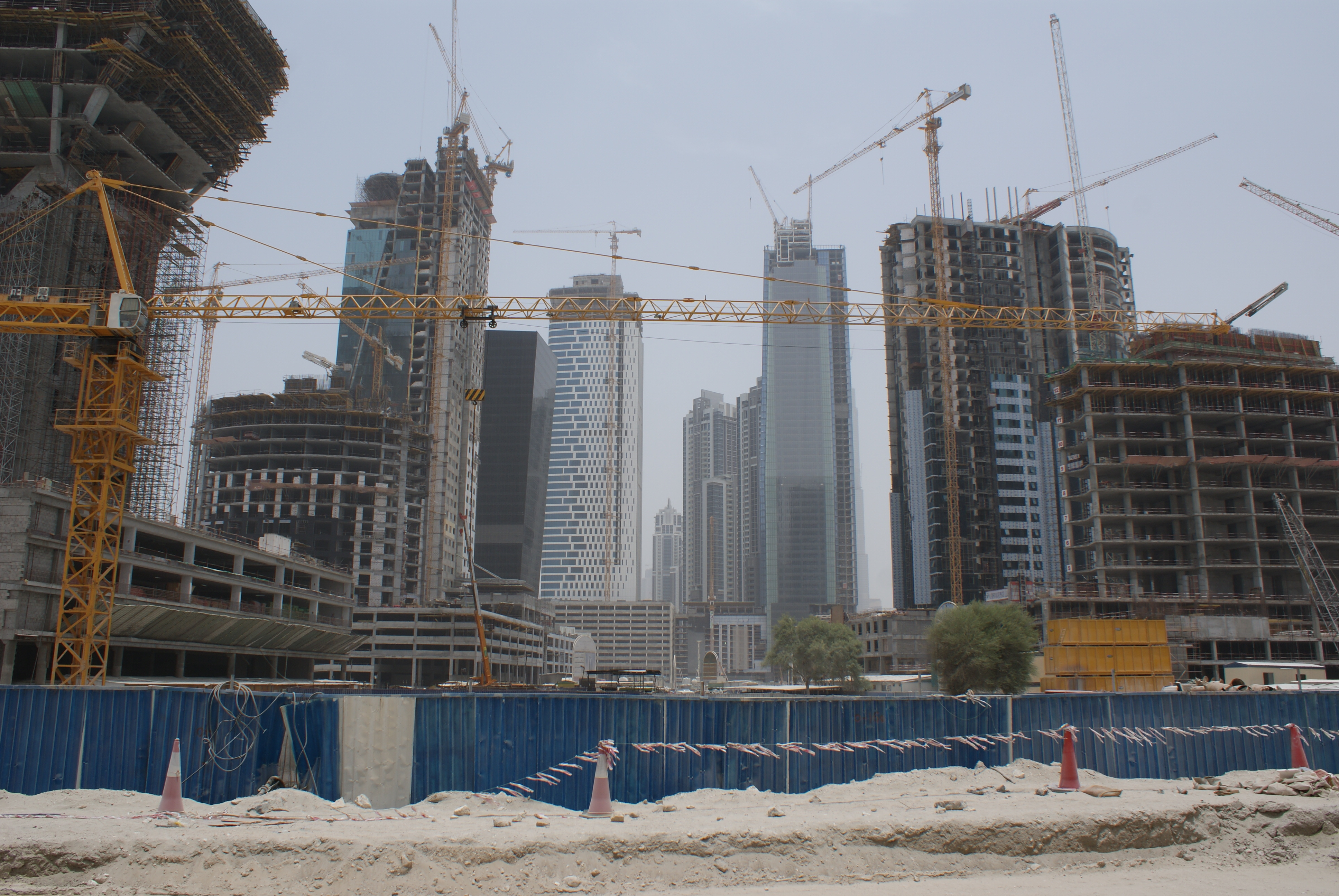
Quá trình xây dựng vịnh Business
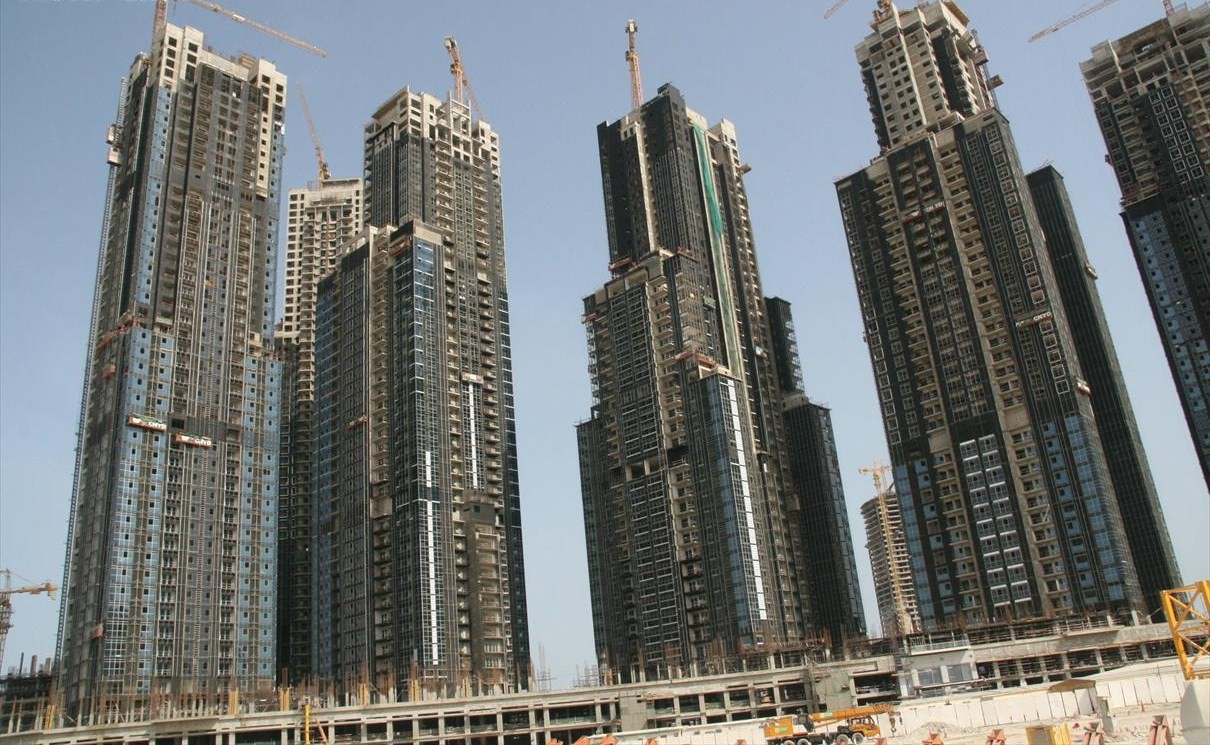
Tổ hợp tòa nhà Executive đang xây dựng
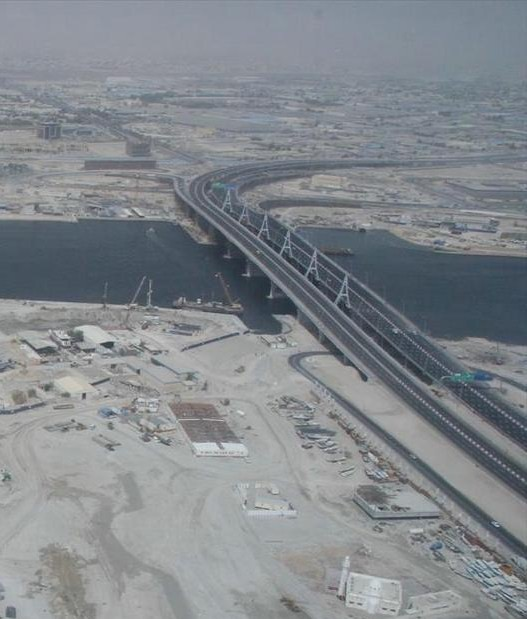
Cây cầu nối với vịnh Business
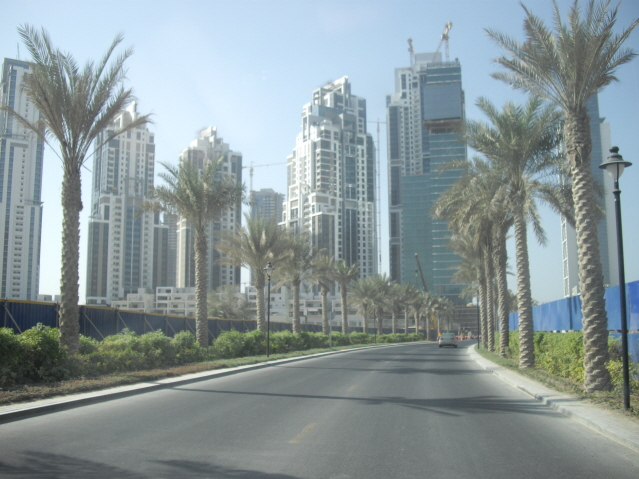
Vịnh Business khi hoàn thành